# 第10戦車大隊
第10戦車大隊（だいじゅうせんしゃだいたい、JGSDF 10th Tank Battalion）は、陸上自衛隊今津駐屯地（滋賀県高島市）に駐屯していた第10師団隷下の機甲科（戦車）部隊で2024年（令和6年）3月20日に廃止され第10偵察戦闘大隊（豊川駐屯地）に改編された。

## 概要

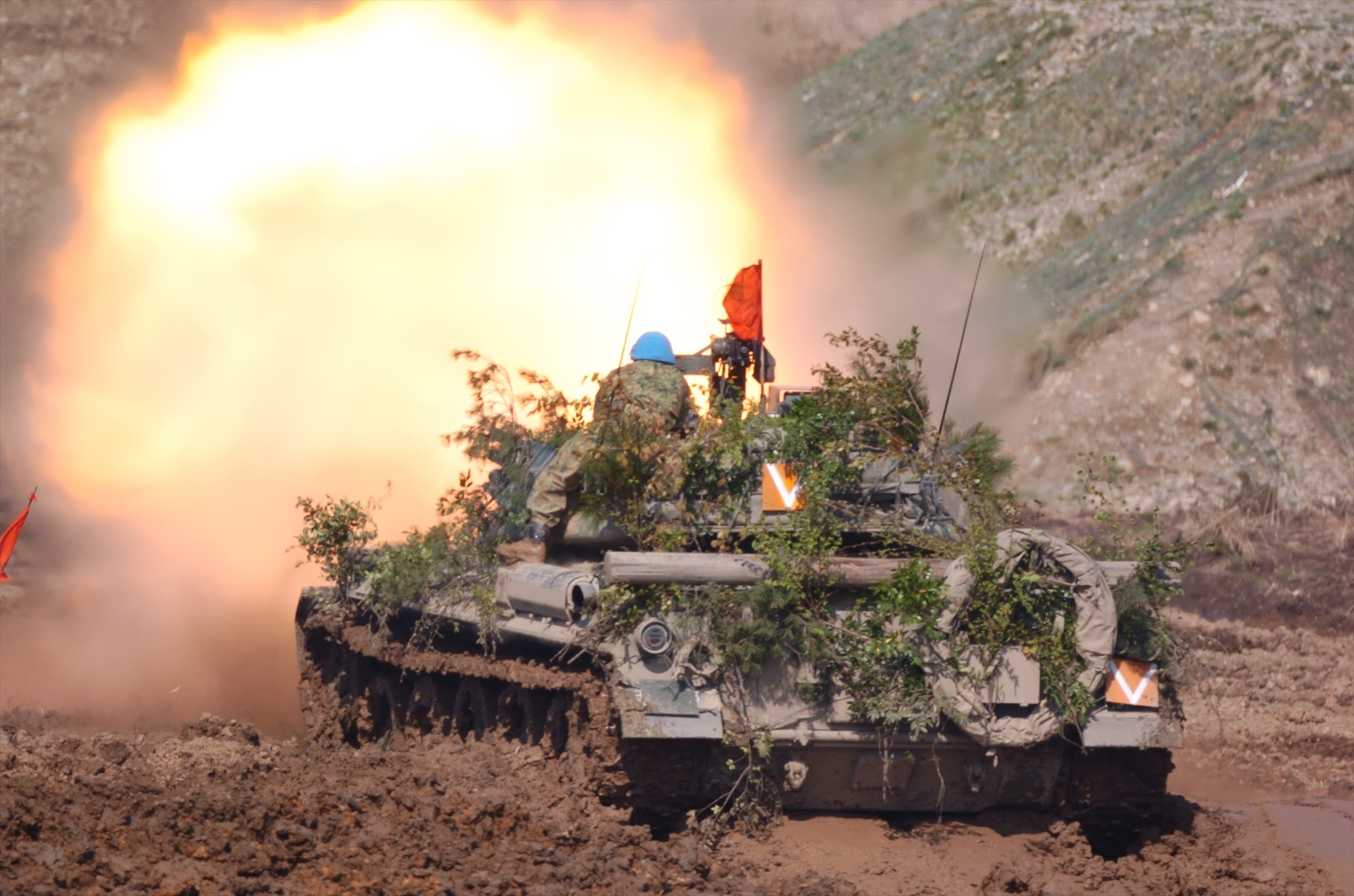
射撃をする第10戦車大隊の74式戦車

大隊長は2等陸佐が充てられ、大隊本部、本部管理中隊および2個戦車中隊で編成されていた。
1962年（昭和37年）1月、第10師団編成に伴い、初代大隊長 中川2等陸佐のもと、第14普通科連隊第14（特車）中隊を基幹として、第15普通科連隊衛生小隊および第10偵察中隊の要員175名をもって編成された。編成当初は米軍から供与されたM24軽戦車を装備していた。M24軽戦車は1973年（昭和48年）に61式戦車に更新され、1989年（平成元年）以降は74式戦車を装備している。部隊マークは、”金の鯱”司令部のある名古屋にちなんで金の鯱をモチーフとしている。隊員の部活動として、和太鼓チーム（自衛太鼓）滋賀十戦太鼓が結成されており、自衛隊音楽まつり、中部方面隊音楽まつり、駐屯地創立記念行事などで演奏を披露していた。

## 沿革
- 1962年（昭和37年）1月18日：第10戦車大隊（3個戦車中隊基幹）が今津駐屯地で編成完結。
- 1973年（昭和48年）3月7日：61式戦車への換装によりM24軽戦車が退役[2]。
- 1989年（平成元年）3月26日：74式戦車の配備開始[2]。
- 1991年（平成03年）3月29日：戦車の北転事業の影響により、第3戦車中隊が廃止。
- 2004年（平成16年）3月30日：第10師団の戦略機動師団化による増強改編。

1. 第3戦車中隊を再編成[2]。
2. 第4戦車中隊を新編[2]。
3. 後方支援体制変換に伴い、整備部門を第10後方支援連隊第2整備大隊戦車直接支援中隊へ移管。

- 2013年（平成25年）3月26日：即応近代化改編により第3戦車中隊および第4戦車中隊を廃止[2]。
- 2023年（令和05年）11月30日：脱魂式を挙行し、74式戦車が退役[3][4]。
- 2024年（令和06年）3月20日：部隊廃止により[1]、3月14日に編成改組式を挙行[5]。廃止後は第10偵察隊と統合され、豊川駐屯地に第10偵察戦闘大隊が新編[6][7]。

## 廃止時の部隊編成

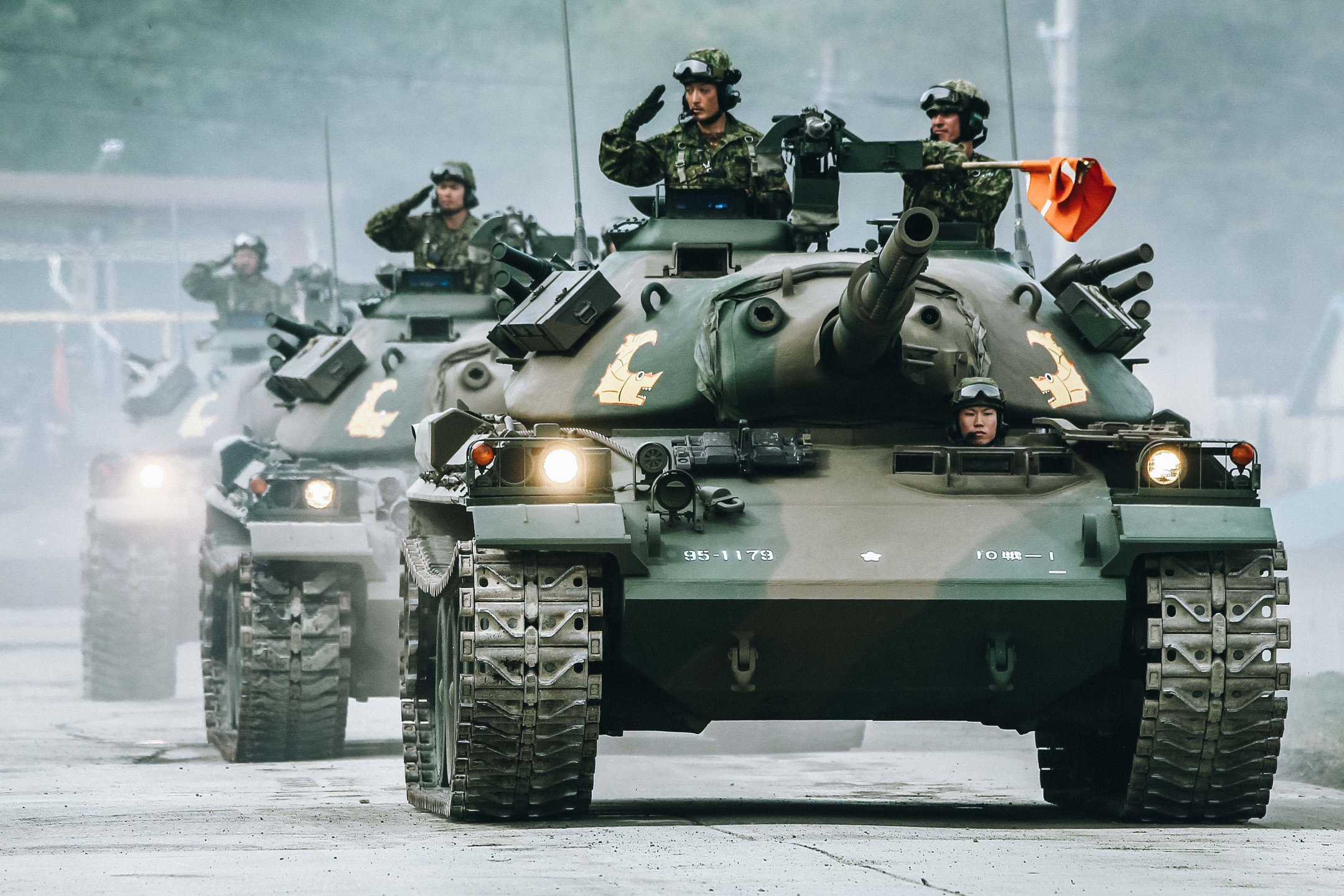
第10戦車大隊74式戦車の車列

- 第10戦車大隊本部
- 本部管理中隊「10戦-本」
- 第1戦車中隊「10戦-1」：74式戦車
- 第2戦車中隊「10戦-2」：74式戦車

## 整備支援部隊
- 第10後方支援連隊第2整備大隊戦車直接支援中隊「10後支-2整-戦」（今津駐屯地）：2004年（平成16年）3月27日から2013年（平成25年）3月25日の間。
- 第10後方支援連隊第2整備大隊戦車直接支援隊「10後支-2整-戦」（今津駐屯地）：2013年（平成25年）3月26日から

## 歴代の大隊長
| 代 | 氏名       | 在職期間                        | 前職                                     | 後職                                     |
| -- | ---------- | ------------------------------- | ---------------------------------------- | ---------------------------------------- |
| 01 | 中川隆晴   | 1962年01月18日 - 1964年03月15日 |                                          | 中部方面総監部付                         |
| 02 | 渡邊晃米   | 1964年03月16日 - 1967年03月15日 | 陸上自衛隊富士学校勤務                   | 陸上自衛隊九州地区補給処総務部長         |
| 03 | 高見正一   | 1967年03月16日 - 1969年09月30日 | 陸上自衛隊富士学校勤務                   |                                          |
| 04 | 品川幸生   | 1969年10月01日 - 1972年03月15日 | 第10戦車大隊副大隊長                     | 西部方面総監部第3部勤務                  |
| 05 | 渋谷正夫   | 1972年03月16日 - 1973年07月15日 | 陸上自衛隊幹部学校付                     | 陸上自衛隊幹部学校                       |
| 06 | 永野稔     | 1973年07月16日 - 1975年07月15日 | 第6師団司令部勤務                        | 陸上自衛隊富士学校勤務                   |
| 07 | 林孝恒     | 1975年07月16日 - 1978年07月15日 | 第9師団司令部勤務                        | 戦車教導隊副隊長                         |
| 08 | 木場隆二   | 1978年07月16日 - 1980年07月31日 | 陸上自衛隊幹部学校勤務                   | 陸上自衛隊富士学校勤務                   |
| 09 | 阪口恭平   | 1980年08月01日 - 1982年07月31日 | 陸上自衛隊富士学校勤務                   | 第1師団司令部第2部長                     |
| 10 | 伊東一憲   | 1982年08月01日 - 1984年07月31日 | 陸上幕僚監部監理部総務課勤務             | 陸上幕僚監部付                           |
| 11 | 小西正徳   | 1984年08月01日 - 1986年07月31日 | 装備開発実験隊勤務                       | 陸上幕僚監部装備部開発課総括班長         |
| 12 | 多田克昭   | 1986年08月01日 - 1988年03月15日 | 陸上幕僚監部教育訓練部教育課             | 陸上自衛隊富士学校勤務                   |
| 13 | 桜井祥二   | 1982年08月02日 - 1990年03月25日 | 東部方面総監部防衛部勤務                 | 装備開発実験隊勤務                       |
| 14 | 工藤敏生   | 1990年03月26日 - 1992年03月22日 | 陸上自衛隊富士学校勤務                   | 陸上自衛隊富士学校勤務                   |
| 15 | 平賀邦明   | 1992年03月23日 - 1993年07月31日 | 陸上幕僚監部調査部調査第1課勤務          |                                          |
| 16 | 赤間幸夫   | 1993年08月01日 - 1995年07月31日 | 陸上自衛隊富士学校勤務                   | 陸上自衛隊会計監査隊北部方面分遣隊副隊長 |
| 17 | 大谷次郎   | 1995年08月01日 - 1998年03月22日 | 陸上自衛隊富士学校勤務                   | 陸上幕僚監部調査部調査課勤務             |
| 18 | 豊田勇     | 1998年03月23日 - 1999年07月31日 | 陸上幕僚監部防衛部研究課勤務             | 陸上自衛隊富士学校勤務                   |
| 19 | 柴田昭市   | 1999年08月01日 - 2001年07月31日 | 陸上幕僚監部人事部補任課勤務             | 陸上幕僚監部装備部開発課勤務             |
| 20 | 明和秀三   | 2001年08月01日 - 2002年03月22日 | 陸上幕僚監部教育訓練部訓練課勤務         | 陸上自衛隊富士学校勤務                   |
| 21 | 中村和幸   | 2002年03月23日 - 2005年07月31日 | 陸上幕僚監部副監察官                     | 第10師団司令部第1部長                    |
| 22 | 藤本良樹   | 2005年08月01日 - 2007年07月31日 | 陸上自衛隊施設学校勤務                   |                                          |
| 23 | 岩永真太郎 | 2007年08月01日 - 2009年07月31日 | 西部方面総監部勤務                       |                                          |
| 24 | 渡瀬隆二   | 2009年08月01日 - 2011年07月31日 |                                          |                                          |
| 25 | 長野伸二   | 2011年08月01日 - 2013年07月31日 | 陸上自衛隊富士学校機甲部                 | 陸上自衛隊幹部候補生学校                 |
| 26 | 下玉利太   | 2013年08月01日 - 2016年03月22日 | 陸上自衛隊富士学校機甲部                 | 自衛隊高知地方協力本部募集課長           |
| 27 | 加藤忠幸   | 2016年03月23日 - 2018年07月31日 | 陸上自衛隊富士学校機甲科部教育課企画係長 | 第5後方支援隊副隊長                      |
| 28 | 淸藤謙     | 2018年08月01日 - 2020年03月00日 | 第5後方支援隊副隊長                      |                                          |
| 29 | 鈴木崇大   | 2020年03月00日 - 2022年03月00日 |                                          |                                          |
| 30 | 佐々木俊   | 2022年03月00日 - 2024年03月20日 | 第6後方支援連隊副連隊長                  |                                          |

## 主要装備
- 74式戦車
- 96式装輪装甲車
- 軽装甲機動車

- 1/2tトラック / 73式小型トラック
- 1 1/2tトラック / 73式中型トラック
- 3 1/2tトラック / 73式大型トラック

- 偵察用オートバイ
- 89式5.56mm小銃
- 12.7mm重機関銃
- 9mm拳銃

### 過去の装備
- M24軽戦車
- 61式戦車
- M3A1装甲車
- 60式装甲車
- 73式装甲車
- 11.4mm短機関銃M3A1

## 廃止部隊
- 1991年（平成3年）3月28日廃止
  - 第3戦車中隊「10戦-3」：
- 2013年（平成25年）3月25日廃止
  - 第3戦車中隊「10戦-3」：2004年（平成16年）3月27日再編成。
  - 第4戦車中隊「10戦-4」：2004年（平成16年）3月27日新編。